# Сегрейвы
Сегрейвы (англ. Seagrave (Segrave) family) — английский дворянский род, известный с середины XII века. По мужской линии род угас в 1353 году, его владения и титул посредством брака унаследовал род Моубреев.

## История
Первым достоверно известным представителем рода был Гилберт, сын Хереварда, который был землевладельцем в Лестершире, владея там поместьем Сегрейв, которое и дало название роду. В 1166 году он также владел в качестве вассала Уильяма де Бомона, 3-го графа Уорика поместьем Брейлс в Уорикшире размером в 1/4 рыцарского фьефа. Позже, во время правления Ричарда I Львиное Сердце Гилберт был помощником шерифа Уорикшира и Лестершира.
Возвышением род обязан Стефану де Сегрейву, сыну Гилберта, который сохранил верность королю Иоанну Безземельному во время Первой баронской войны, а позже служивший его сыну Генриху III. Он сделал административную карьеру, занимая в 1232—1234 годах пост юстициария Англии, а также значительно расширил семейные владения. К моменту смерти он владел поместьями, располагавшимися в Лестершире, Вустершире, Уорикшире, Ноттингемшире и Дербишире. Из его трёх сыновей двое умерли раньше него, наследником стал второй из сыновей, Гилберт, который как и его отец сделал при Генрихе III административную карьеру. Осенью 1254 год Гилберт, выполняя поручение короля, отправился из Гаскони в Англию через Пуату. Несмотря на то, что у них была охранительная грамота французского короля Людовика IX, в Поне Гилберт и его спутники были взяты в плен жителями города. В плену Гилберт заболел умер не позднее 8 октября 1254 года. Поскольку его наследник, Николас де Сегрейв, был несовершеннолетним, то король 12 октября назначил опеку над его землями, передав её своему сыну Эдуарду.
Николас участвовал во Второй баронской войне на стороне мятежных баронов, но после поражения получил прощение от Генриха III и до конца жизни верно служил короне. Принял участие в крестовом походе баронов (1270—1272 годы), а также в завоевании Эдуардом I Уэльса. 24 июня 1295 года он был вызван в английский парламент как 1-й барон Сегрейв, но вскоре после этого умер. От брака с Мод, которая, вероятно, происходила из рода Люси, он оставил 5 сыновей и 2 дочерей. Один из младших сыновей, Гилберт Сегрейв, был епископом Лондона. Второй сын, Николас Младший, в 1295—1321 годах вызывался в парламент как барон Стоу, а в 1308—1316 году был маршалом Англии. Он оставил единственную дочь Мод, которая вышла замуж за Эдмунда Богуна из Черч-Брамптона. Основным же наследником был старший сын, Джон Сегрейв, 2-й барон Сегрейв, который участвовал во многих походах короля Эдуарда I. В частности, он командовал английскими войсками в Шотландии в 1302—1305 годах, руководил поимкой Уильяма Уоллеса и судом над ним. Во время правления Эдуарда II вначале поддерживал Томаса Ланкастерского, но в 1321 году перешёл на сторону короны. Его наследник Стефан Сегрейв, 3-й барон Сегрейв, умер вскоре после отца, оставивший малолетнего сына Джона Сегрейва, 4-го барона Сегрейва. Его опекуном стал Томас Бразертон, 1-й граф Норфолк, брат короля Эдуарда II, женивший Джона на своей дочери Маргарет.
В этом браке родилось 5 детей, из которых двое сыновей по имени Джон и дочь Маргарет умерли раньше отца. Причём один из сыновей был женат и имел сына Эдмунда, умершего в младенчестве, поэтому после смерти в 1353 году 4-го барона род Сегрейвов по мужской линии угас. В результате наследницей владений Сегрейвов и Брозертонов, стала дочь, Элизабет де Сегрейв. Через брак с ней владения и титул перешли к роду Моубреев. Ещё одна дочь, Анна, умершая около 1377 года, стала монахиней, а затем аббатисой Баркинга.

## Герб
В поэме «Осада Керлаверока» даётся описание гербов Джона де Сегрейва, 2-го барона Сегрейва, и Николаса де Сегрейва Младшего, барона Стоу. Герб Джона, унаследованный им от отца, представлял собой треугольный геральдический щит, покрытый чернью, на котором размещался серебряный лев, увенчанный золотой короной. Николас взял данный герб за основу, но добавил красную метку.

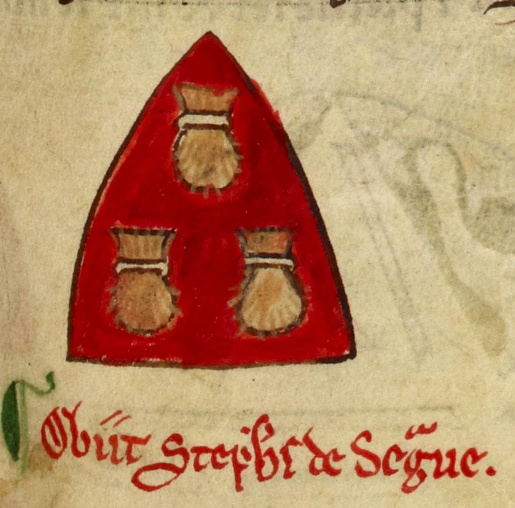
Герб юстициария Стефана де Сегрейва
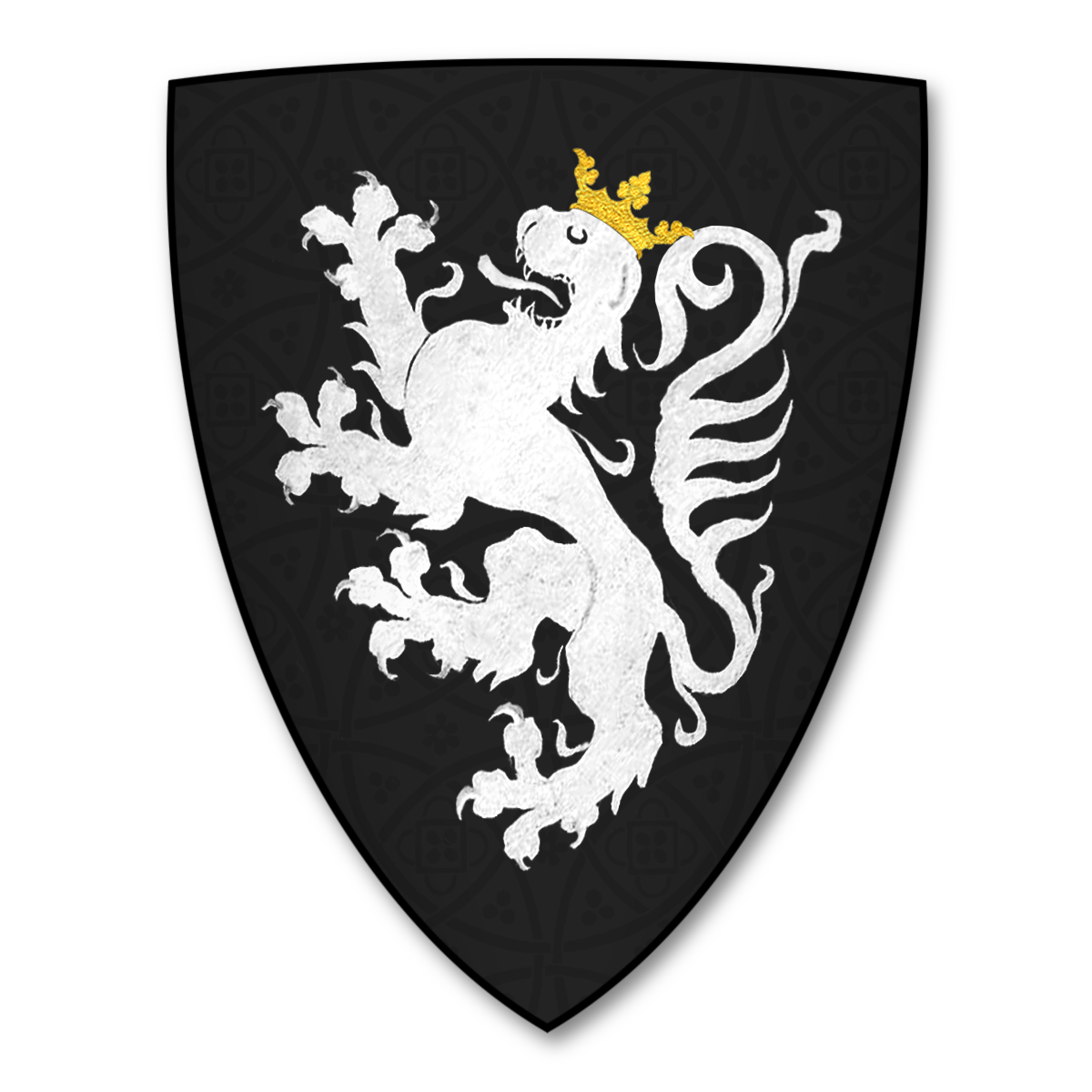
Герб Джона Сегрейва, 2-го барона Сегрейва
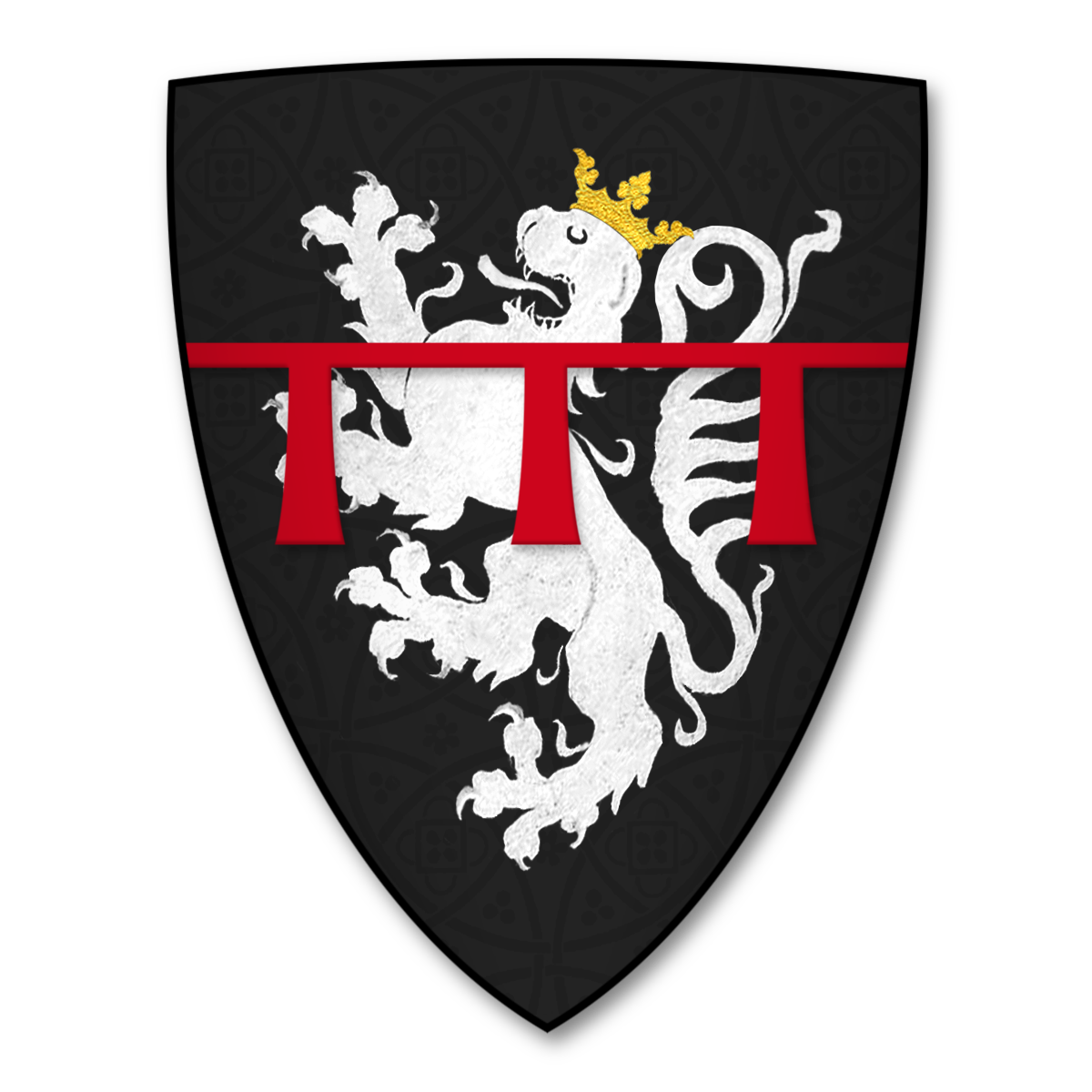
Герб Николаса де Сегрейва, барона Стоу

## Генеалогия
- Херевард[2].
  -  Гилберт (умер до ноября 1201), землевладелец в Лестершире и Уорикшире, помощник шерифа Уорикшира и Лестершира в 1190-е[1][2].
    -  Стефан де Сегрейв (до 1182 — 9 ноября 1241), юстициарий Англии в 1232—1234; 1-я жена: Рохеза ле Диспенсер, дочь Томаса ле Диспенсера из Бёртона; 2-я жена: Ида (Эла) Гастингс, дочь Уильяма II Гастингса и Марджори Биго[1][2].
      - Джон Сегрейв (умер в 1231)[1][2].
      - Гилберт Сегрейв (умер в 1254), юстициарий; жена: до 30 сентября 1231 Амабиль де Чакомб (умерла после 1282), дочь Роберта де Чакомба[2][3].
        - Алиса де Сегрейв (умерла после 8 января 1268); муж: Уильям V Модит (около 1220/1221 — 8 января 1267), 8-й граф Уорик с 1263[2][3].
        -  Николас де Сегрейв (около 1238 — до 12 ноября 1295), 1-й барон Сегрейв с 1295; жена: Мод де Люси, дочь сэра Томаса де Люси[2][9][10].
          - Джон Сегрейв (около 1256 — до 4 октября 1325), 2-й барон Сегрейв с 1295; жена: с 1270 Кристиана де Плеси, дочь Хью де Плеси[2][11].
            - Стефан Сегрейв (умер до 12 декабря 1325), 3-й барон Сегрейв с 1225; жена: Алиса Фицалан, дочь Ричарда Фицалана, 8-го графа Арундела, и Алезии ди Салуццо[2].
              -  Джон Сегрейв (около 1315 — 1 апреля 1353), 4-й барон Сегрейв с 1325, граф Норфолк (по праву жены) с 1338; жена: Маргарет Брозертон (около 1320 — 24 марта 1399), 2-я графиня Норфолк с 1338, герцогиня Норфолк с 1397, маршал Англии в 1338—1377, дочь Томаса Бразертона, 1-го графа Норфолка, и Элис Хейлз[2].
                - Элизабет де Сегрейв (25 октября 1338 — до 1368), 5-я баронесса Сегрейв с 1353; муж: с 1349 Джон де Моубрей (24 июня 1340 — 17 июня 1368), 4-й барон Моубрей с 1361, барон Сегрейв (по праву жены) с 1353[2].
                - Джон де Сегрейв (умер до 1 апреля 1353); жена: с 1349 Бланка де Моубрей (умерла в 1409), дочь Джона Моубрея, 3-го барона Моубрея, и Джоан Ланкастерской[2][7].
                  -  Эдмунд де Сегрейв (умер в младенчестве)[6].

                - Джон де Сегрейв (умер до 1 апреля 1353)[7].
                - Маргарет де Сегрейв (умерла до 1 апреля 1353)[7].
                -  Анна де Сегрейв (умерла около 1377), аббатиса Баркинга[2].

            -  Кристиана де Сегрейв; мжу: с 1305 Джон де Моэн (умер до 1330)[2].

          - Николас Младший Сегрейв (после 1256 — 25 ноября 1321), барон Стоу с 1295, маршал Англии в 1308—1316; жена: Алиса, дочь Джеффри Арментерса, вдова Джерарда Лайла[4].
            -  Мод Сегрейв (около 1296 — 20 марта 1335); муж: Эдмунд Богун из Черч-Брамптона[4][5].

          - Генри Сегрейв, шериф Норфолка и Саффолка[10].
          - Джеффри Сегрейв[12].
          - Саймон Сегрейв[12].
          - Гилберт Сегрейв (до 1258 — 18 декабря 1316), епископ Лондона с 1313[13].
          - Стефан Сегрейв, архидьякон Эсекса[12].
          - Аннабель Сегрейв; муж: Джон де Плесси[12].
          -  Элеанора Сегрейв (около 1270 — 1314); муж: Алан Ла Зуш (9 октября 1266 — 1313/1314), 1-й барон Ла Зуш из Эшби.

      - Стефан Сегрейв (умер до 1241)[1][2].
      -  Элеанора Сегрейв[1].

Также известно ещё несколько представителей рода, точное происхождение которых не установлено:
- Гилберт Сегрейв (около 1260 — 1312), теолог[14].
- Стефан Сегрейв (умер 27 октября 1333), архиепископ Армы с 1323[15].
- Хью Сегрейв (умер 4 февраля 1387), английский администратор и придворный [16].